# Minami Takahashi (actriz de voz)
Minami Takahashi (高尾 奏音 Takahashi Minami?, Tokio, 20 de diciembre de 1990) es una actriz de voz japonesa de Tokio. Está afiliada a Haikyo. Es conocida por interpretar a Megumi Tadokoro en Shokugeki no Sōma, Midoriko en Selector Infected Wixoss, Ojou en Please Tell Me! Galko-chan, Lucoa en Kobayashi-san Chi no Maid Dragon y Saturn in Hi-sCoool! SeHa Girls.